# Chauveaua nahuelhuapiensis
Chauveaua nahuelhuapiensis is een hooiwagen uit de familie Gonyleptidae.